# 外国人
外国人（がいこくじん、英語: alien, foreigner）とは、ある国家の国民から見て、その国家の国籍を有しない者のこと。外人（がいじん）とも呼ばれる。
居住国の市民権を持たない者の権利の基盤に関しては、私的所有物の不当な没収やはく奪などを受けた場合に出身国政府である主権国家がその外交的保護権の行使として自国民の保護などを求める対外的市民権（external citizenship）、市民権を持たない居住者にも保障される外国人の権利（aliens'rights）、永住市民権保持者に認められる定住外国人の権利（denizenship）、人として保障される普遍的人権（universal personhood）などがあり内容には差異がある。

## 歴史
18世紀後半のフランス人権宣言やアメリカ合衆国憲法の権利章典は外国人の人権も含めて「人権」を規定する立場をとった。しかし、国民国家の成立やナショナリズムの高揚により、19世紀に制定された多くの憲法では自国の「国民」（共和制における市民、君主制における臣民）の権利を保障する傾向が強まった。
第二次世界大戦後は戦下の悲惨な経験から、人間の尊厳に基づく「人権」を追求する傾向がみられるようになり、人権のルネッサンスと呼ばれた。
国際人権規約のうち1966年の市民的及び政治的権利に関する国際規約（自由権規約）は、おおむね「すべての人」の権利を定めるが、参政権と公務就任権は「市民」の権利として定められており外国人には保障されていない。ただし、永住者などに一定の参政権を保障している国もあり、自由権規約委員会ではその場合には定期報告書への記載するよう締約国に求めている。
1985年には国連で「在住する国の国民でない者の人権宣言」が採択された。ただし「在住する国の国民でない者の人権宣言」は「宣言」にとどまり国際的拘束力はない。
1990年には「すべての移住労働者とその家族の権利の保護に関する国際条約」（移民の権利保護条約）が制定されたが、発効までに10年以上を要し、国民を送り出している国を中心に批准され、外国人の受け入れの多い国では一般に批准されていない。

## 各地域における制度

### イギリス
イギリスでは国籍は生地主義を基本としている。ただし、1981年英国国籍法制定後は、イギリス本土生まれであっても、両親が本土生まれのイギリスの国籍者または定住者に限り自動的に市民権が付与されている。

### ドイツ
ドイツでは法制度上「外国人」は、EU加盟国の国籍を持つ外国人（EU市民）と、それ以外の国籍の外国人（第三国国籍者）に分けられている。EU市民の出入国管理及び滞在については、EU自由移動法に定められている。
連邦領域における外国人の滞在、職業活動及び統合に関する法律（滞在法）第2条により、ドイツ連邦共和国基本法第116条第1項のドイツ人の定義（ドイツ国籍を有する者、または1937年12月末以前に現在のドイツ国の領域内に、ドイツ民族に属する亡命者もしくは難民またはその配偶者もしくは子孫として受け入れられている者）に該当しない者が外国人にあたる。

### 日本
日本においては、国籍法第四条に「日本国民でない者」とあり、日本国民とは「日本国民たる要件は、この法律の定めるところによる。」とある。
法律上、「永住」と「定住」は区別される。また、日本では永住者は制度上、一般永住者と特別永住者に区別されている。